# Bertula aterena
Bertula aterena là một loài bướm đêm trong họ Erebidae.